# تپه کهنه ده ترسه بلاغ
تپه کهنه ده ترسه بلاغ مربوط به سدهٔ ۶ تا ۸ ه.ق است و در شهرستان اشنویه، بخش مرکزی، دهستان دشت بیل، روستای ترسه بلاغ واقع شده و این اثر در تاریخ ۲۸ شهریور ۱۳۸۶ با شمارهٔ ثبت ۱۹۶۲۴ به‌عنوان یکی از آثار ملی ایران به ثبت رسیده است.